# Asparagus aphyllus
Asparagus aphyllus är en sparrisväxtart som beskrevs av Carl von Linné. Asparagus aphyllus ingår i släktet sparrisar, och familjen sparrisväxter.

## Underarter
Arten delas in i följande underarter:
- A. a. aphyllus
- A. a. orientalis

## Bildgalleri

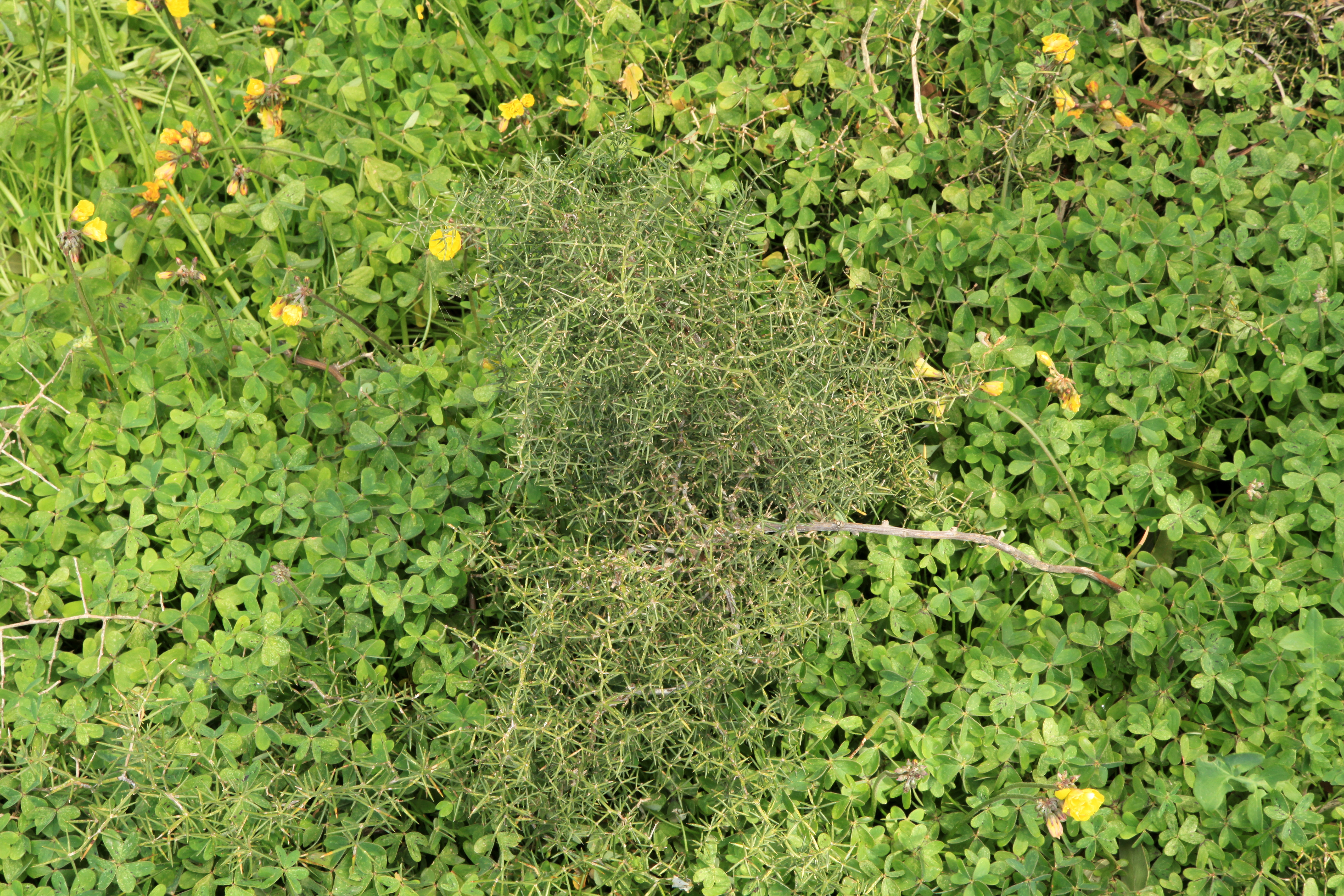
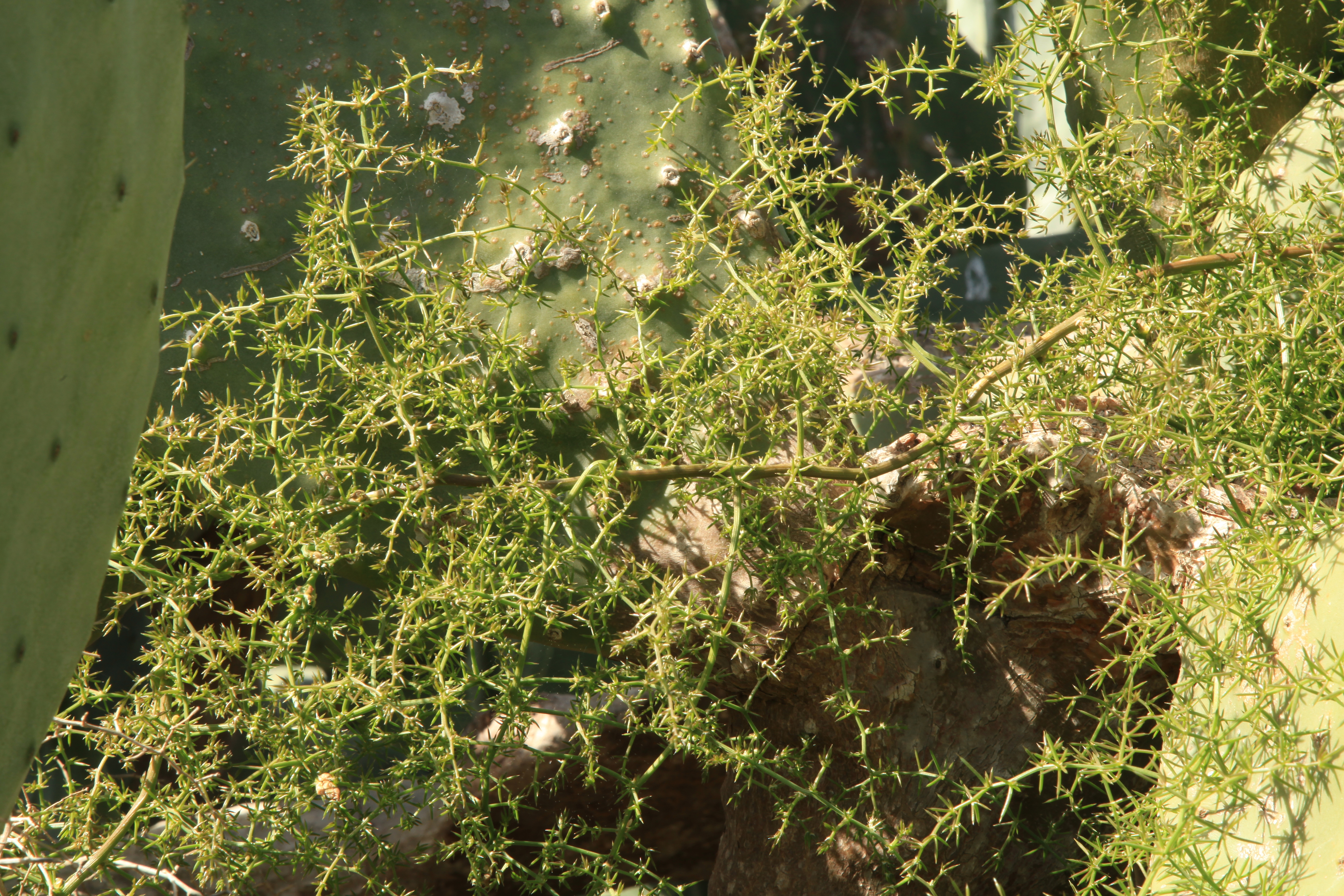